# Mynoparmena dilatata
Mynoparmena dilatata là một loài bọ cánh cứng trong họ Cerambycidae.